# 평택·당진항

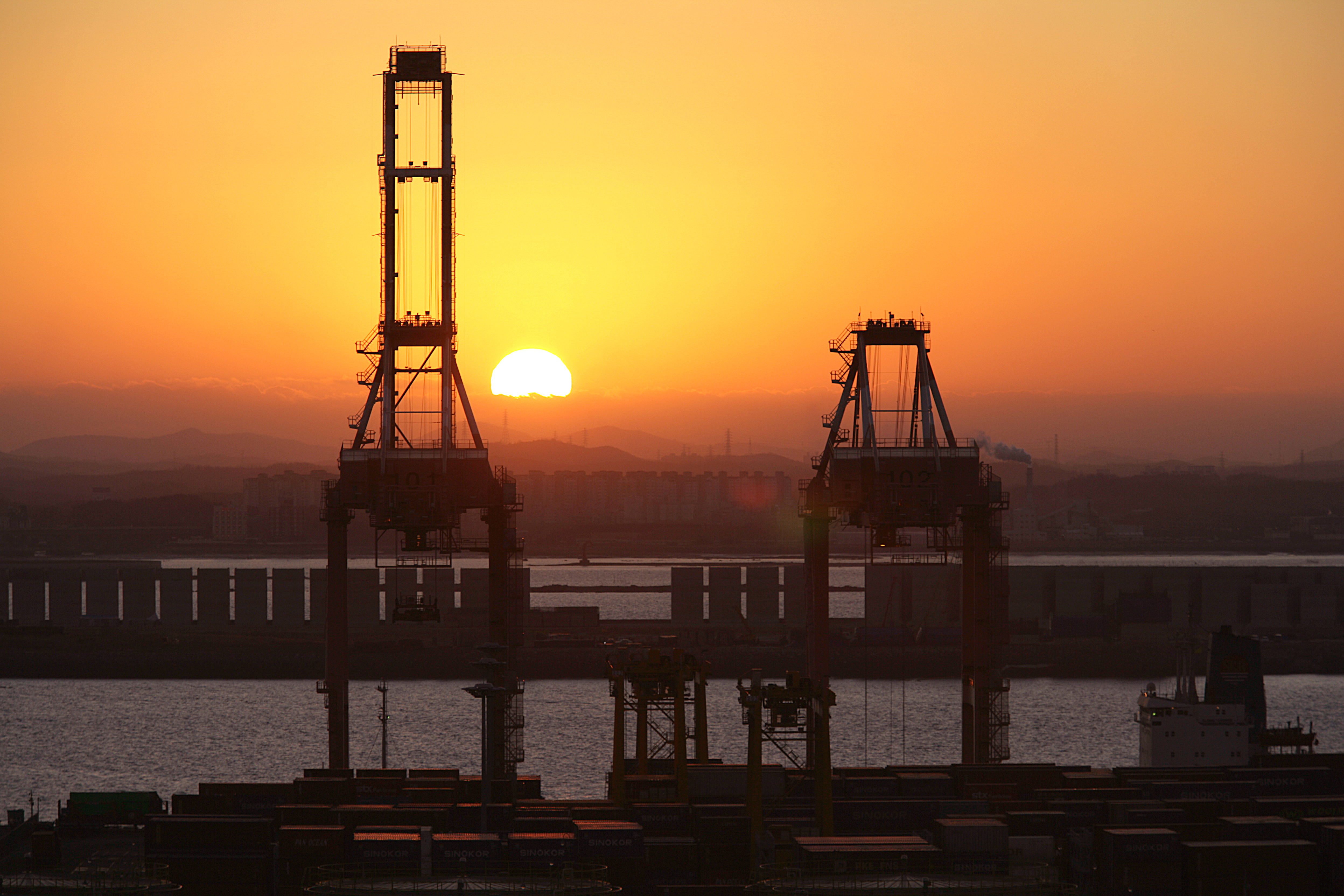
평택당진항의 모습

평택·당진항(平澤·唐津港, Pyeongtaek·Dangjin Port)은 경기도 평택시 포승읍 만호리와 충청남도 당진시 신평면 매산리에 걸쳐 있는 항만이다.
지리적으로 충청남도 당진시와 서해대교로 연결되어 있으며, 그 기반 시설이 경기도 화성시까지 확장되어 있다. 평택시에 인접한 아산만을 매립하여 조성되었다. 공사 당시에는 아산항으로 불리기도 했다. 2004년 헌법재판소의 권한쟁의 심판으로 서부두는 당진시의 영역으로 확정되었다. 이후 평택항에서 평택·당진항으로 개칭하였다. 경기도에서는 관리를 위해 경기평택항만공사를 설립하여 운영 중이다. 2012년 현재 38개의 부두를 갖추고 있고, 2020년까지 74개를 확충할 계획을 가지고 있다.

## 개요
평택·당진항은 항만 주변이 자연 방파제로 둘러싸여 태풍이나 해일의 피해가 거의 없다. 평균 수심 14m로 5만톤급 이상의 대형 선박이 입항이 가능하다. 또한 중국 연안산업벨트와 최단거리에 위치한 지리적 입지를 갖추고 있다.

## 시설

### 부두
- 동부두
- 서부두
- 현대제철 송악부두
- 고대부두
- 액체부두(돌핀)
- 여객부두

### 여객터미널
평택항국제여객터미널이 포승읍 만호리에 있으며, 산둥방면으로 가는 화객선이 대부분이다. 산둥방면 외에는 장쑤성 롄윈강행 선편이 있다. 코로나19가 전 세계를 강타한 후에는 화객선의 여객영업을 일시 중지하고 화물만 운송하고 있으며, 알리익스프레스의 대한민국 구매 물량도 산둥 지역에서 오는 화객선에 적재하여 평택으로 입항한다.
운항 스케줄은 다음과 같다.
- 위해교동훼리(웨이하이행)
- 연태훼리(옌타이행)
- 대룡해운(룽청행)
- 일조국제페리(르자오행)
- 연운항훼리(롄윈강행)

## 행정 구역 분쟁
2004년 헌법재판소의 권한쟁의 심판 당진군과 평택시간의 권한쟁의(2000헌라2)으로 서부두는 당진시의 영역으로 확정되었다.
그러나 2015년 5월 4일 행정자치부의 결정으로 평택·당진항 서부두의 많은 지역이 평택시로 편입되었다. 이에 충청남도와 당진시 등은 충청남도 등과 행정자치부장관 등 간의 권한쟁의(2015헌라3)와 대법원 취소소송(2015추528)을 냈다. 그러나 평택시가 모두 이겼다.

## 같이 보기
- 평택세관
- 평택항 사고